# 8428-as mellékút (Magyarország)
A 8428-as számú mellékút egy közel 4 kilométer hosszú, négy számjegyű országos közút Győr-Moson-Sopron vármegye déli részén, Beled városával és a 86-os főúttal köti össze Vásárosfalu és Rábakecöl községeket.

## Nyomvonala
Beled központjának délkeleti részén ágazik ki a 86-os főútból, annak a 125+500-as kilométerszelvénye közelében, nagyjából dél felé. Ugyanott torkollik be a főútba az ellenkező irányból a 8606-os út, Bogyoszló felől. Az első métereitől külterületek között folytatódik, áthidal egy vízfolyást, majd átlép Vásárosfalu területére. Bő fél kilométer után, csomópont nélkül, felüljárón keresztezi az M86-os autóút nyomvonalát, és még az első kilométere előtt eléri a belterületet, ahol Fő utca lesz a neve. Nagyjából másfél kilométer után éri el a község déli szélét, ahol beletorkollik nyugat felől, Páli-Edve irányából a 8427-es út. A második kilométerét elhagyva Rábakecöl határai közé érkezik, utolsó fél kilométerét e község belterületei között teljesíti. A 8611-es útba beletorkollva ér véget, annak majdnem pontosan a 20+600-as kilométerszelvényénél.
Teljes hossza, az országos közutak térképes nyilvántartását szolgáló kira.gov.hu adatbázisa szerint 3,649 kilométer.

## Települések az út mentén
- Beled
- Vásárosfalu
- Rábakecöl